# 旧五代史
| 中國二十四史 | 中國二十四史   | 中國二十四史 | 中國二十四史 | 中國二十四史 |
| 次序         | 書名           | 作者         | 作者         |              |
| 次序         | 書名           | 姓名         | 時代         |              |
| ------------ | -------------- | ------------ | ------------ | ------------ |
| 1            | 史记           | 司馬遷       | 西漢         |              |
| 2            | 汉书           | 班固         | 東漢         |              |
| 3            | 后汉书         | 范曄         | 劉宋         |              |
| 4            | 三國志         | 陈寿         | 西晋         |              |
| 5            | 晋书           | 房玄龄等     | 唐           |              |
| 6            | 宋书           | 沈约         | 蕭梁         |              |
| 7            | 南齐书         | 萧子显       | 蕭梁         |              |
| 8            | 梁书           | 姚思廉       | 唐           |              |
| 9            | 陈书           | 姚思廉       | 唐           |              |
| 10           | 魏书           | 魏收         | 北齐         |              |
| 11           | 北齐书         | 李百药       | 唐           |              |
| 12           | 周书           | 令狐德棻等   | 唐           |              |
| 13           | 南史           | 李延寿       | 唐           |              |
| 14           | 北史           | 李延寿       | 唐           |              |
| 15           | 隋书           | 魏徵等       | 唐           |              |
| 16           | 旧唐书         | 刘昫等       | 后晋         |              |
| 17           | 新唐书         | 欧阳修等     | 北宋         |              |
| 18           | 旧五代史       | 薛居正等     | 北宋         |              |
| 19           | 新五代史       | 欧阳修       | 北宋         |              |
| 20           | 宋史           | 脱脱等       | 元           |              |
| 21           | 辽史           | 脱脱等       | 元           |              |
| 22           | 金史           | 脱脱等       | 元           |              |
| 23           | 元史           | 宋濂等       | 明           |              |
| 24           | 明史           | 张廷玉等     | 清           |              |
| 相關         | 東觀漢記       | 劉珍等       | 東漢         |              |
| 相關         | 新元史         | 柯劭忞       | 民國         |              |
| 相關         | 清史稿         | 趙爾巽等     | 民國         |              |
| 相關         | 點校本二十四史 | 顧頡剛等     | 共和國       |              |

《旧五代史》，北宋薛居正等撰。原名《五代史》，又稱《梁唐晋汉周书》。原本已佚，今本乃邵晉涵等四庫館臣自《永樂大典》等文獻中輯出，是二十四史中唯一輯本。:1
《舊五代史》一共一百五十卷，比較詳盡地記載了五代50餘年的歷史。該書分為梁、唐、晉、漢、周五書，以「世襲列傳」「僭偽列傳」記十國政權，以「外國列傳」記周邊政權或部族，另有天文等十志。
歐陽修《新五代史》刊行後，《薛史》遂廢。清乾隆年間，邵晉涵在《永樂大典》中輯錄舊文，參校《冊府元龜》等書，為《舊五代史》輯本。雖非原書，再加上內容有竄改之處，但輯本保留了大量史料，與《歐史》可互相補充，有相当的价值。

## 編纂
據《玉海》卷四十六引《中興館閣書目》的記載，宋太祖於開寶六年（973年）四月二十五日戊申，下令編修「梁、後唐、晉、漢、周五代史」，並令薛居正作監修，盧多遜、扈蒙、張澹、李昉等同修。薛居正是《舊五代史》的主編。當時他任參知政事一職，在編成之後獲升任為宰相。其下有劉兼、李穆、李九齡等人參與寫作。用時一年多，成書於開寶七年（974年）閏十月甲子。:1-4書中還有一些開寶六年後的紀事，估計是成書後還作了一些技術性的加工，最遲的是《鄭珏傳》所引及的太平興國（976年—984年）年號。:7

### 史料來源
《舊五代史》主要是依靠五代時期的各種實錄和范質的《五代通錄》而編纂的。雖然五代時期戰爭頻繁，但各朝皇帝依然重視編纂實錄之工作。《宋史·藝文志》中記載，可考之五代實錄有17種，後唐、後晉、後漢、後周都有其實錄:417-418。學者認為，這些實錄有三百六十卷之多。:8《舊五代史》中保留了本朝人的語氣，如「本朝」、「國初」之類，可見其編寫時相當依靠實錄。:14
范質的《五代通錄》也是重要的編纂來源。據陳振孫《直齋書錄解題》，此書六十五卷，范質因五代實錄繁冗，「節略而成此書」，其各朝的實錄合作一起，對編纂工作起了很大的作用。:418
《舊五代史》因為編纂時間甚短，因此編寫體例繁蕪。在本紀方面，基本上都是依靠各代實錄而成。實錄的卷數甚多，寫作時不捨巨細，《薛史》編寫人員雖以取《實錄》之大意，或者是刪合瑣節，以及是對話、奏議等方式削成六十一卷，其內容依然過多，和紀傳體將事情具體細節放至列傳的做法有異。:14-15

## 內容

### 清輯本目錄
全書共一百五十卷，記載了上至梁太祖開平元年（907年），下至後周恭帝顯德七年（960年）間的史事。其體例模仿了《三國志》，梁唐晉漢周五個朝代各至為一書，各朝的本記、列傳列於各書之中。五書之後另有《世襲列傳》、《僭偽列傳》、《外國列傳》以記載王朝本身之外的情況。列傳之後是志，記述了政治、經濟、文化等各方面的典章制度。:419據《玉海》卷四十六引《中興書目》，本紀六十一卷、志十二卷、傳七十七卷。清輯本的分卷只是大致推定，但和原書不會有太大差別。:7
下據《大典》本列出其目錄：
- 卷001 梁書一 太祖本紀一 - 朱温
- 卷002 梁書二 太祖本紀二 - 朱温
- 卷003 梁書三 太祖本紀三 - 朱温
- 卷004 梁書四 太祖本紀四 - 朱温
- 卷005 梁書五 太祖本紀五 - 朱温
- 卷006 梁書六 太祖本紀六 - 朱温
- 卷007 梁書七 太祖本紀七 - 朱温
- 卷008 梁書八 末帝本紀上 - 朱友貞
- 卷009 梁書九 末帝本紀中 - 朱友貞
- 卷010 梁書十 末帝本紀下 - 朱友貞
- 卷011 梁書十一 后妃列傳一 - 文惠皇太后・元貞張皇后・張德妃
- 卷012 梁書十二 宗室列傳二 - 广王全昱・友諒・惠王友能・邵王友誨・安王友寧・密王友倫・郴王友裕・博王友文・庶人友珪・福王友璋・賀王友雍・建王友徽・康王友孜
- 卷013 梁書十三 列傳三 - 朱瑄・朱瑾・時溥・王師範・劉知俊・楊崇本・蒋殷・張万進
- 卷014 梁書十四 列傳四 - 羅紹威・趙犨・王珂
- 卷015 梁書十五 列傳五 - 韓建・李罕之・馮行襲・孫德昭・趙克裕・張慎思
- 卷016 梁書十六 列傳六 - 葛从周・謝彦章・胡真・張归霸・張归厚・張归弁
- 卷017 梁書十七 列傳七 - 成汭・杜洪・鍾傳・田頵・朱延寿・趙匡凝・張佶・雷满
- 卷018 梁書十八 列傳八 - 張文蔚・薛貽矩・張策・杜曉・敬翔・李振
- 卷019 梁書十九 列傳九 - 氏叔琮・朱友恭・王重師・朱珍・李思安・鄧季筠・黄文靖・胡規・李讜・李重胤・范居实
- 卷020 梁書二十 列傳十 - 謝瞳・司馬鄴・劉捍・王敬蕘・高劭・馬嗣勳・張存敬・寇彦卿
- 卷021 梁書二十一 列傳十一 - 龐師古・霍存・符道昭・徐怀玉・郭言・李唐賓・王虔裕・劉康乂・王彦章・賀德倫
- 卷022 梁書二十二 列傳十二 - 楊師厚・牛存節・王檀
- 卷023 梁書二十三 列傳十三 - 劉鄩・賀瓌・康怀英・王景仁
- 卷024 梁書二十四 列傳十四 - 李珽・盧曾・孫隲・張儁・張衍・杜荀鶴・羅隐・仇殷・段深

- 卷025 唐書一 武皇本紀上 - 李克用
- 卷026 唐書二 武皇本紀下 - 李克用
- 卷027 唐書三 莊宗本紀一 - 李存勗
- 卷028 唐書四 莊宗本紀二 - 李存勗
- 卷029 唐書五 莊宗本紀三 - 李存勗
- 卷030 唐書六 莊宗本紀四 - 李存勗
- 卷031 唐書七 莊宗本紀五 - 李存勗
- 卷032 唐書八 莊宗本紀六 - 李存勗
- 卷033 唐書九 莊宗本紀七 - 李存勗
- 卷034 唐書十 莊宗本紀八 - 李存勗
- 卷035 唐書十一 明宗本紀一 - 李嗣源
- 卷036 唐書十二 明宗本紀二 - 李嗣源
- 卷037 唐書十三 明宗本紀三 - 李嗣源
- 卷038 唐書十四 明宗本紀四 - 李嗣源
- 卷039 唐書十五 明宗本紀五 - 李嗣源
- 卷040 唐書十六 明宗本紀六 - 李嗣源
- 卷041 唐書十七 明宗本紀七 - 李嗣源
- 卷042 唐書十八 明宗本紀八 - 李嗣源
- 卷043 唐書十九 明宗本紀九 - 李嗣源
- 卷044 唐書二十 明宗本紀十 - 李嗣源
- 卷045 唐書二十一 閔帝本紀 - 李从厚
- 卷046 唐書二十二 末帝本紀上 - 李从珂
- 卷047 唐書二十三 末帝本紀中 - 李从珂
- 卷048 唐書二十四 末帝本紀下 - 李从珂
- 卷049 唐書二十五 后妃列傳一 - 貞簡曹太后・劉太妃・魏国夫人陳氏・神閔劉皇后・韓淑妃・伊德妃・昭懿夏皇后・和武曹皇后・宣憲魏皇后・孔皇后・劉皇后
- 卷050 唐書二十六 宗室列傳二 - 李克让・李克修・李克恭・李克寧
- 卷051 唐書二十七 宗室列傳三 - 永王存霸・邕王存美・薛王存礼・申王存渥・睦王存乂・通王存確・雅王存紀・魏王继岌・从璟・秦王从荣・从璨・許王从益・重吉・雍王重美
- 卷052 唐書二十八 列傳四 - 李嗣昭・裴約・李嗣本・李嗣恩
- 卷053 唐書二十九 列傳五 - 李存信・李存孝・李存進・李存璋・李存賢
- 卷054 唐書三十 列傳六 - 王鎔・王昭誨・王处直
- 卷055 唐書三十一 列傳七 - 康君立・薛志勤・史建瑭・李承嗣・史儼・蓋寓・伊广・李承勋・史敬鎔
- 卷056 唐書三十二 列傳八 - 周德威・符存審
- 卷057 唐書三十三 列傳九 - 郭崇韜
- 卷058 唐書三十四 列傳十 - 趙光逢・鄭珏・崔協・李琪・蕭頃
- 卷059 唐書三十五 列傳十一 - 丁會・閻宝・符習・烏震・王瓚・袁象先・張温・李紹文
- 卷060 唐書三十六 列傳十二 - 李襲吉・王緘・李敬義・盧汝弼・李德休・蘇循
- 卷061 唐書三十七 列傳十三 - 安金全・安元信・安重霸・劉訓・張敬詢・劉彦琮・袁建丰・西方鄴・張遵誨・孫璋
- 卷062 唐書三十八 列傳十四 - 孟方立・張文礼・董璋
- 卷063 唐書三十九 列傳十五 - 張全義・朱友謙
- 卷064 唐書四十 列傳十六 - 霍彦威・王晏球・戴思遠・朱漢賓・孔勍・劉玘・周知裕
- 卷065 唐書四十一 列傳十七 - 李建及・石君立・高行珪・張廷裕・王思同・索自通
- 卷066 唐書四十二 列傳十八 - 安重誨・朱弘昭・朱洪实・康義誠・药彦稠・宋令詢
- 卷067 唐書四十三 列傳十九 - 豆盧革・韋説・盧程・趙鳳・李愚・任圜
- 卷068 唐書四十四 列傳二十 - 薛廷珪・崔沂・劉岳・封舜卿・竇夢徵・李保殷・归藹・孔邈・張文宝・陳乂・劉賛
- 卷069 唐書四十五 列傳二十一 - 張憲・王正言・胡裝・崔貽孫・孟鵠・孫岳・張延朗・劉延皓・劉延朗
- 卷070 唐書四十六 列傳二十二 - 元行欽・夏魯奇・姚洪・李嚴・李仁矩・康思立・張敬達
- 卷071 唐書四十七 列傳二十三 - 馬郁・司空頲・曹廷隐・蕭希甫・药纵之・賈馥・馬縞・羅貫・淳于晏・張格・许寂・周玄豹
- 卷072 唐書四十八 列傳二十四 - 張承業・張居翰・馬紹宏・孟漢瓊
- 卷073 唐書四十九 列傳二十五 - 毛璋・聶嶼・温韜・段凝・孔謙・李鄴
- 卷074 唐書五十 列傳二十六 - 康延孝・朱守殷・楊立・竇廷琬・張虔釗・楊彦温

- 卷075 晋書一 高祖本紀一 - 石敬瑭
- 卷076 晋書二 高祖本紀二 - 石敬瑭
- 卷077 晋書三 高祖本紀三 - 石敬瑭
- 卷078 晋書四 高祖本紀四 - 石敬瑭
- 卷079 晋書五 高祖本紀五 - 石敬瑭
- 卷080 晋書六 高祖本紀六 - 石敬瑭
- 卷081 晋書七 少帝本紀一 - 石重貴
- 卷082 晋書八 少帝本紀二 - 石重貴
- 卷083 晋書九 少帝本紀三 - 石重貴
- 卷084 晋書十 少帝本紀四 - 石重貴
- 卷085 晋書十一 少帝本紀五 - 石重貴
- 卷086 晋書十二 后妃列傳一 - 李皇后・安太妃・張皇后・馮皇后
- 卷087 晋書十三 宗室列傳二 - 广王敬威・韓王暉・剡王重胤・虢王重英・楚王重信・寿王重乂・夔王重進・陳王重杲・重睿・延煦・延宝
- 卷088 晋書十四 列傳三 - 景延广・李彦韜・張希崇・王庭胤・史匡翰・梁漢顒・楊思權・尹暉・李从璋・李从温・張万進
- 卷089 晋書十五 列傳四 - 桑維翰・趙瑩・劉昫・馮玉・殷鵬
- 卷090 晋書十六 列傳五 - 趙在礼・馬全節・張筠・華温琪・安崇阮・楊彦詢・李承約・陸思鐸・安元信・張朗・李德珫・田武・李承福・相里金
- 卷091 晋書十七 列傳六 - 房知温・王建立・康福・安彦威・李周・張从訓・李继忠・李頃・周光辅・符彦饒・羅周敬・鄭琮
- 卷092 晋書十八 列傳七 - 姚顗・呂琦・梁文矩・史圭・裴皥・吴承範・盧導・鄭韜光・王權・韓惲・李懌
- 卷093 晋書十九 列傳八 - 盧質・李專美・盧詹・崔梲・薛融・曹国珍・張仁愿・趙熙・李遐・尹玉羽・鄭雲叟
- 卷094 晋書二十 列傳九 - 萇从簡・潘環・方太・何建・張廷蘊・郭延魯・郭金海・劉处让・李瓊・高漢筠・孫彦韜・王傅拯・秘瓊・李彦珣
- 卷095 晋書二十一 列傳十 - 皇甫遇・王清・梁漢璋・白奉進・盧順密・周環・沈贇・吴巒・翟璋・程福贇・郭璘
- 卷096 晋書二十二 列傳十一 - 孔崇弼・陳保極・王瑜・張继祚・鄭阮・胡饒・劉遂清・房暠・孟承誨・劉继勋・鄭受益・程遜・李郁・鄭玄素・馬重績・陳玄
- 卷097 晋書二十三 列傳十二 - 范延光・張从賓・張延播・楊光遠・卢文進・李金全
- 卷098 晋書二十四 列傳十三 - 安重荣・安从進・張彦澤・趙德鈞・張礪・蕭翰・劉晞・崔廷勋

- 卷099 漢書一 高祖本紀上 - 劉知遠
- 卷100 漢書二 高祖本紀下 - 劉知遠
- 卷101 漢書三 隐帝本紀上 - 劉承祐
- 卷102 漢書四 隐帝本紀中 - 劉承祐
- 卷103 漢書五 隐帝本紀下 - 劉承祐
- 卷104 漢書六 后妃列傳一 - 李皇后
- 卷105 漢書七 宗室列傳二 - 魏王承訓・陳王承勋・蔡王信・湘陰公贇
- 卷106 漢書八 列傳三 - 王周・劉審交・武漢球・張瓘・李殷・劉在明・馬万・李彦从・郭謹・皇甫立・白再荣・張鵬
- 卷107 漢書九 列傳四 - 史弘肇・楊邠・王章・李洪建・閻晋卿・聶文進・後賛・郭允明・劉銖
- 卷108 漢書十 列傳五 - 李崧・蘇逢吉・李鏻・龍敏・劉鼎・張允・任延皓
- 卷109 漢書十一 列傳六 - 杜重威・李守貞・趙思綰

- 卷110 周書一 太祖本紀一 - 郭威
- 卷111 周書二 太祖本紀二 - 郭威
- 卷112 周書三 太祖本紀三 - 郭威
- 卷113 周書四 太祖本紀四 - 郭威
- 卷114 周書五 世宗本紀一 - 柴荣
- 卷115 周書六 世宗本紀二 - 柴荣
- 卷116 周書七 世宗本紀三 - 柴荣
- 卷117 周書八 世宗本紀四 - 柴荣
- 卷118 周書九 世宗本紀五 - 柴荣
- 卷119 周書十 世宗本紀六 - 柴荣
- 卷120 周書十一 恭帝本紀 - 柴宗訓
- 卷121 周書十二 后妃列傳一 - 聖穆柴皇后・楊淑妃・張貴妃・董德妃・貞惠劉皇后・宣懿符皇后
- 卷122 周書十三 宗室列傳二 - 剡王侗・杞王信・越王宗誼・曹王宗让・紀王熙謹・蘄王熙誨
- 卷123 周書十四 列傳三 - 高行周・安審琦・安審暉・安審信・李从敏・鄭仁誨・張彦成・安叔千・宋彦筠
- 卷124 周書十五 列傳四 - 王殷・何福進・劉詞・王進・史彦超・史懿・王令温・周密・李怀忠・白文珂・白延遇・唐景思
- 卷125 周書十六 列傳五 - 趙暉・王守恩・孔知濬・王继弘・馮暉・高允權・折从阮・王饒・孫方諫
- 卷126 周書十七 列傳六 - 馮道
- 卷127 周書十八 列傳七 - 卢文纪・馬裔孫・和凝・蘇禹珪・景範
- 卷128 周書十九 列傳八 - 王朴・楊凝式・薛仁謙・蕭愿・盧損・王仁裕・裴羽・段希堯・司徒詡・邊蔚・王敏
- 卷129 周書二十 列傳九 - 常思・翟光鄴・曹英・李彦頵・李暉・李建崇・王重裔・孫漢英・許遷・趙鳳・齐藏珍・王環・張彦超・張穎・劉仁贍
- 卷130 周書二十一 列傳十 - 王峻・慕容彦超・閻弘魯・崔周度
- 卷131 周書二十二 列傳十一 - 劉皥・張沆・張可復・德辰・王延・申文炳・扈載・劉衮・賈緯・趙延義・沈遘・李知損・孫晟

- 卷132 世襲列傳一 - 李茂貞・高万興・韓遜・李仁福
- 卷133 世襲列傳二 - 高季興・馬殷・劉言・钱鏐
- 卷134 僭偽列傳一 - 楊行密・李昪・王審知
- 卷135 僭偽列傳二 - 劉守光・劉陟・劉崇
- 卷136 僭偽列傳三 - 王建・孟知祥
- 卷137 外国列傳一 - 契丹
- 卷138 外国列傳二 - 吐蕃・回鶻・高麗・渤海靺鞨・黑水靺鞨・新羅・党項・昆明部落・闐・占城・䍧牱蠻

- 卷139 志一 - 天文志
- 卷140 志二 - 历志
- 卷141 志三 - 五行志
- 卷142 志四 - 礼志上
- 卷143 志五 - 礼志下
- 卷144 志六 - 乐志上
- 卷145 志七 - 乐志下
- 卷146 志八 - 食貨志
- 卷147 志九 - 刑法志
- 卷148 志十 - 選举志
- 卷149 志十一 - 職官志
- 卷150 志十二 - 郡县志

### 新輯會證本目錄
陳尚君新輯會證本《舊五代史》是对清輯本的重輯，內容上較原輯本有很大改動，參考多種文獻與金石碑碣改訂、增補史文近萬處。其除重新輯錄《梁太祖本紀》外，又重輯列傳五十二篇與《地理志》一篇，新增列傳六十篇，刪去清人誤收、誤錄者九篇，適當調整了原書部分卷次。:77-79
現亦列出新輯會證本目錄以供參考比照：
- 卷01 梁書一 太祖紀一 - 朱温
- 卷02 梁書二 太祖紀二 - 朱溫
- 卷03 梁書三 太祖紀三 - 朱溫
- 卷04 梁書四 太祖紀四 - 朱溫
- 卷05 梁書五 太祖紀五 - 朱溫
- 卷06 梁書六 太祖紀六 - 朱溫
- 卷07 梁書七 太祖紀七 - 朱溫
- 卷08 梁書八 末帝紀上 - 朱友貞
- 卷09 梁書九 末帝紀中 - 朱友貞
- 卷10 梁書十 末帝紀下 - 朱友貞
- 卷11 梁書十一 后妃列傳一 - 文惠皇太后・元貞張皇后・張德妃
- 卷12 梁書十二 宗室列傳二 - 廣王全昱・廣王友諒・惠王友能・邵王友誨・朗王存寧・安王友寧・密王友倫・郴王友裕・博王友文・庶人友珪・福王友璋・賀王友雍・建王友徽・康王友孜
- 卷13 梁書十三 列傳三 - 朱瑄・朱瑾・時溥・王師範・劉知俊（族子嗣彬）・楊崇本・蔣殷・張萬進
- 卷14 梁書十四 列傳四 - 羅紹威・趙犨（子巖，弟昶、珝）・王珂（兄珙）
- 卷15 梁書十五 列傳五 - 韓建・李罕之・馮行襲・孫德昭・趙克裕・張慎思
- 卷16 梁書十六 列傳六 - 葛從周・谢彦章・胡真・張歸霸・張歸厚・張歸弁
- 卷17 梁書十七 列傳七 - 成汭・杜洪（鍾傳）・田頵（朱延壽）・趙匡凝（弟匡明）・張佶・雷滿（子彥恭）
- 卷18 梁書十八 列傳八 - 張文蔚・薛貽矩・張策・杜曉・敬翔・李振
- 卷19 梁書十九 列傳九 - 氏叔琮・朱友恭・王重師・朱珍・李思安・鄧季筠・黃文靖・胡規・李讜・李重胤・范居實
- 卷20 梁書二十 列傳十 - 謝瞳・司馬鄴・劉捍・王敬蕘・高劭・馬嗣勳・張存敬・寇彥卿
- 卷21 梁書二十一 列傳十一 - 龐師古・霍存・符道昭・徐懷玉・郭言・李唐賓・王虔裕・劉康乂・王彥章・賀德倫
- 卷22 梁書二十二 列傳十二 - 楊師厚・牛存節・王檀
- 卷23 梁書二十三 列傳十三 - 劉鄩・賀瓌・康懷英・王景仁
- 卷24 梁書二十四 列傳十四 - 李珽・裴迪・韋震・高途・盧曾・孫隲・張儁・張衍・杜荀鶴・羅隱・仇殷・段深

- 卷25 唐書一 武皇紀上 - 李克用
- 卷26 唐書二 武皇紀下 - 李克用
- 卷27 唐書三 莊宗紀一 - 李存勗
- 卷28 唐書四 莊宗紀二 - 李存勗
- 卷29 唐書五 莊宗紀三 - 李存勗
- 卷30 唐書六 莊宗紀四 - 李存勗
- 卷31 唐書七 莊宗紀五 - 李存勗
- 卷32 唐書八 莊宗紀六 - 李存勗
- 卷33 唐書九 莊宗紀七 - 李存勗
- 卷34 唐書十 莊宗紀八 - 李存勗
- 卷35 唐書十一 明宗紀一 - 李嗣源
- 卷36 唐書十二 明宗紀二 - 李嗣源
- 卷37 唐書十三 明宗紀三 - 李嗣源
- 卷38 唐書十四 明宗紀四 - 李嗣源
- 卷39 唐書十五 明宗紀五 - 李嗣源
- 卷40 唐書十六 明宗紀六 - 李嗣源
- 卷41 唐書十七 明宗紀七 - 李嗣源
- 卷42 唐書十八 明宗紀八 - 李嗣源
- 卷43 唐書十九 明宗紀九 - 李嗣源
- 卷44 唐書二十 明宗紀十 - 李嗣源
- 卷45 唐書二十一 閔帝紀 - 李從厚
- 卷46 唐書二十二 末帝紀上 - 李從珂
- 卷47 唐書二十三 末帝紀中 - 李從珂
- 卷48 唐書二十四 末帝紀下 - 李從珂
- 卷49 唐書二十五 后妃列傳一 - 貞簡曹太后・劉太妃・魏國夫人陳氏・神閔劉皇后・韓淑妃・伊德妃・昭懿夏皇后・和武曹皇后・宣憲魏皇后・王淑妃・孔皇后・劉皇后
- 卷50 唐書二十六 宗室列傳二 - 克讓・克修（子嗣弼、嗣肱）・克恭・克寧
- 卷51 唐書二十七 宗室列傳三 - 永王存霸・邕王存美・薛王存禮・申王存渥・睦王存乂・通王存確、雅王存紀・魏王繼岌（弟繼潼等）・從璟・秦王從榮・從璨・許王從益・重吉・雍王重美
- 卷52 唐書二十八 列傳四 - 李嗣昭（子繼韜、繼儔・裴約）・李嗣本・李嗣恩
- 卷53 唐書二十九 列傳五 - 李存信・李存孝・李存進（子漢韶）・李存璋・李存賢
- 卷54 唐書三十 列傳六 - 王鎔（子昭誨）・王處直（子都、郁）・李繼陶
- 卷55 唐書三十一 列傳七 - 康君立・薛志勤・史建瑭・李承嗣・史儼・蓋寓・伊廣・李承勳・史敬鎔
- 卷56 唐書三十二 列傳八 - 周德威・符存審（子彥超）
- 卷57 唐書三十三 列傳九 - 郭崇韜
- 卷58 唐書三十四 列傳十 - 趙光逢・趙光胤・鄭珏・李琪・蕭頃・孔循・崔協
- 卷59 唐書三十五 列傳十一 - 丁會・閻寶・符習・烏震・王瓚・袁象先・張溫・李紹文
- 卷60 唐書三十六 列傳十二 - 李襲吉・馬郁・王緘・盧汝弼・李敬義・李德休・蘇循（子楷）
- 卷61 唐書三十七 列傳十三 - 安金全（猶子審通）・安元信・安重霸・劉訓・張敬詢・劉彥琮・袁建豐・西方鄴・張遵誨・孫璋
- 卷62 唐書三十八 列傳十四 - 孟方立（從弟遷）・張文禮・董璋
- 卷63 唐書三十九 列傳十五 - 張全義・朱友謙
- 卷64 唐書四十 列傳十六 - 霍彥威・王晏球・戴思遠・朱漢賓・孔勍・劉玘・周知裕
- 卷65 唐書四十一 列傳十七 - 李建及・石君立・高行珪・張廷裕・王思同・索自通
- 卷66 唐書四十二 列傳十八 - 安重誨・朱弘昭・馮贇・朱洪實・康義誠・藥彥稠・宋令詢
- 卷67 唐書四十三 列傳十九 - 豆盧革・韋說・盧程・李愚・任圜・趙鳳
- 卷68 唐書四十四 列傳二十 - 薛廷珪・劉岳・封舜卿（從子翹）・竇夢徵・李保殷・归藹・孔邈・張文宝・陳乂・劉賛・何瓚・許光義・崔沂
- 卷69 唐書四十五 列傳二十一 - 張憲・王正言・胡裝・崔貽孫・孟鵠・孫岳・張延朗・劉延皓・劉延朗・劉仲殷
- 卷70 唐書四十六 列傳二十二 - 元行欽・夏魯奇・姚洪・李嚴・李仁矩・康思立・張敬達
- 卷71 唐書四十七 列傳二十三 - 司空頲・曹廷隱・蕭希甫・藥縱之・賈馥・馬縞・羅貫・張格・許寂（誠惠・周玄豹）・淳于晏・聶延祚・韋寂
- 卷72 唐書四十八 列傳二十四 - 張承業・張居翰・馬紹宏・孟漢瓊
- 卷73 唐書四十九 列傳二十五 - 毛璋・聶嶼・石知訥・陶玘・溫韜・段凝・孔謙・李鄴
- 卷74 唐書五十 列傳二十六 - 康延孝・朱守殷・楊立・竇廷琬・張虔釗・楊彥溫

- 卷75 晉書一 高祖紀一 - 石敬瑭
- 卷76 晉書二 高祖紀二 - 石敬瑭
- 卷77 晉書三 高祖紀三 - 石敬瑭
- 卷78 晉書四 高祖紀四 - 石敬瑭
- 卷79 晉書五 高祖紀五 - 石敬瑭
- 卷80 晉書六 高祖紀六 - 石敬瑭
- 卷81 晉書七 少帝紀一 - 石重貴
- 卷82 晉書八 少帝紀二 - 石重貴
- 卷83 晉書九 少帝紀三 - 石重貴
- 卷84 晉書十 少帝紀四 - 石重貴
- 卷85 晉書十一 少帝紀五 - 石重貴
- 卷86 晉書十二 后妃列傳一 - 高祖皇后李氏・太妃安氏・少帝皇后張氏・皇后馮氏
- 卷87 晉書十三 宗室列傳二 - 廣王敬威（弟贇）・宋王敬儒・福王德・通王殷・韓王暉・虢王重英・楚王重信・壽王重乂・剡王重胤・夔王重進・陳王重杲・重睿・延煦・延寶
- 卷88 晉書十四 列傳三 - 景延廣・李彥韜・張希崇・王庭胤・史匡翰・梁漢顒・楊思權・尹暉・李從璋（子重俊）・李從溫・張萬進
- 卷89 晉書十五 列傳四 - 桑維翰・趙瑩・劉昫・馮玉・殷鵬
- 卷90 晉書十六 列傳五 - 趙在禮・馬全節・張筠（弟籛）・華溫琪・安崇阮・楊彥詢・李承約・陸思鐸・安元信・張朗・李德珫・田武・李承福・相里金
- 卷91 晉書十七 列傳六 - 房知溫・王建立・康福・安彥威・李周・張從訓・李繼忠・李頃・周光輔・符彥饒・羅周敬・鄭琮
- 卷92 晉書十八 列傳七 - 姚顗・呂琦・梁文矩・史圭・裴皥・吳承範・盧導・鄭韜光・王權・韓惲・李懌・崔居儉・李象
- 卷93 晉書十九 列傳八 - 盧質・李專美・盧詹・崔梲・薛融・曹國珍・張仁愿・趙熙・李遐・尹玉羽・張彭・鄭雲叟
- 卷94 晉書二十 列傳九 - 萇從簡・潘環・方太・何建・張廷蘊・郭延魯・郭金海・劉處讓・李瓊・高汉筠・孫彥韜・王傳拯・秘瓊・衛審峹・趙彥之・李彥珣
- 卷95 晉書二十一 列傳十 - 皇甫遇・王清・梁漢璋（弟漢瑭）・白奉進・盧順密・周瓌・沈斌・吳巒・翟璋・程福贇・郭璘
- 卷96 晉書二十二 列傳十一 - 孔崇弼・陳保極・王瑜・鄭阮・劉遂清・房暠・孟承誨・劉繼勳・鄭受益・程遜・李郁・何澤・王弘贽・馬重績・石昂・陳玄
- 卷97 晉書二十三 列傳十二 - 范延光・張從賓・張延播・張繼祚・胡饒・婁繼英・楊光遠（子承勳）・卢文進・李金全
- 卷98 晉書二十四 列傳十三 - 安重榮・安從進（王令謙・潘知麟）・張彥澤・趙德鈞（子延壽）・蕭翰・劉晞・崔廷勳・張礪

- 卷99 漢書一 高祖紀上 - 劉知遠
- 卷100 漢書二 高祖紀下 - 劉知遠
- 卷101 漢書三 隐帝紀上 - 劉承祐
- 卷102 漢書四 隐帝紀中 - 劉承祐
- 卷103 漢書五 隐帝紀下 - 劉承祐
- 卷104 漢書六 后妃列傳一 - 李皇后
- 卷105 漢書七 宗室列傳二 - 魏王承訓・陳王承勳・蔡王信・湘陰公贇
- 卷106 漢書八 列傳三 - 王周・劉審交・武漢球・張瓘・李殷・劉在明・馬萬・李彥從・郭謹・皇甫立・白再榮・王松・韓祚・王玫・李昭・張鵬
- 卷107 漢書九 列傳四 - 史弘肇・楊邠・王章・李洪建（弟業）・閻晉卿・聶文進・後贊・郭允明・劉銖
- 卷108 漢書十 列傳五 - 李崧・蘇逢吉・李鏻・龍敏・劉鼎・張允・盧撰・劉景巖（熊皦）・任延皓
- 卷109 漢書十一 列傳六 - 杜重威・李守貞・趙思綰・王景崇

- 卷110 周書一 太祖紀一 - 郭威
- 卷111 周書二 太祖紀二 - 郭威
- 卷112 周書三 太祖紀三 - 郭威
- 卷113 周書四 太祖紀四 - 郭威
- 卷114 周書五 世宗紀一 - 柴荣
- 卷115 周書六 世宗紀二 - 柴荣
- 卷116 周書七 世宗紀三 - 柴荣
- 卷117 周書八 世宗紀四 - 柴荣
- 卷118 周書九 世宗紀五 - 柴荣
- 卷119 周書十 世宗紀六 - 柴荣
- 卷120 周書十一 恭帝紀 - 柴宗訓
- 卷121 周書十二 后妃列傳一 - 聖穆柴皇后・楊淑妃・張貴妃・董德妃・貞惠劉皇后・宣懿符皇后
- 卷122 周書十三 宗室列傳二 - 剡王侗・杞王信・越王宗誼・曹王宗讓・紀王熙謹・蘄王熙誨
- 卷123 周書十四 列傳三 - 高行周・安審琦・安審暉・安審信・李從敏・鄭仁誨・張彥成・安叔千・宋彥筠
- 卷124 周書十五 列傳四 - 王殷・何福進・劉詞・王進・史彥超・史懿・王令溫・周密・李懷忠・白文珂・白延遇・唐景思
- 卷125 周書十六 列傳五 - 趙暉・王守恩・孔知濬・王繼弘・馮暉・高允權・折從阮・王饒・孫方諫
- 卷126 周書十七 列傳六 - 馮道
- 卷127 周書十八 列傳七 - 盧文纪・馬裔孫・和凝・景範・蘇禹珪
- 卷128 周書十九 列傳八 - 王朴・楊凝式・薛仁謙・蕭愿・盧損・王仁裕・裴羽・段希堯・司徒詡・邊蔚・王敏・徐台符・符令謙・王著・許仲宣
- 卷129 周書二十 列傳九 - 常思・翟光鄴・曹英・李彥頵・李暉・李建崇・王重胤・孫漢英・許遷・趙鳳・齊藏珍・葉仁魯・馬鐸・王環・劉遂凝・劉遂雍・申師厚・張彥超・張穎・劉仁贍
- 卷130 周書二十一 列傳十 - 王峻・慕容彥超（閻弘魯・崔周度）
- 卷131 周書二十二 列傳十一 - 劉皥・張沆・張可復・德辰・王延・申文炳・扈載（劉衮）・李詳・賈緯・趙延乂・沈遘・李知損・孫晟・皇甫暉

- 卷132 承襲列傳一 - 錢鏐（子元瓘，元瓘子佐、倧、俶）・馬殷（子希聲、希範、希廣、希萼、希崇，楊昭惲・劉言・高季興(子從誨，從誨子保融、保勗)・梁震・王保義）
- 卷133 承襲列傳二 - 李茂貞（子從曮、從昶，從弟茂勳）・李仁福（子彝超、彝興）・韓遜（子洙）・高萬興（子允韜）
- 卷134 僭偽列傳一 - 楊行密（子渥、渭、溥）・李昪（子景・宋齊丘）・王審知（子延鈞，延鈞子昶，審知子延羲、延政）
- 卷135 僭偽列傳二 - 王建（子衍）・孟知祥（子昶）
- 卷136 僭偽列傳三 - 劉守光・劉陟（子玢、晟，晟子鋹）・劉崇（子承鈞）
- 卷137 - 契丹
- 卷138 - 奚・吐渾・韃靼・党項・突厥・吐蕃・回鶻・闐・高麗・渤海靺鞨・新羅・黑水靺鞨・南詔蠻・䍧牱蠻・昆明夷部落・占城國

- 卷139 志一 - 天文
- 卷140 志二 - 曆
- 卷141 志三 - 五行
- 卷142 志四 - 禮上
- 卷143 志五 - 禮下
- 卷144 志六 - 樂上
- 卷145 志七 - 樂下
- 卷146 志八 - 食貨
- 卷147 志九 - 刑法
- 卷148 志十 - 選舉
- 卷149 志十一 - 職官
- 卷150 志十二 - 地理

## 流傳
《薛史》成書之後，有寧州楊及於天聖五年（1057年）進《重修五代史》，同年十二月秘書監致士胡旦進《五代史略》四十三卷，但此二書在後代近乎沒有任何影響。歐陽修撰《新五代史》時，其史料內容大多取自《舊五代史》。:19-23北宋時期，《舊五代史》廣行於世。司馬光等編修《資治通鑒》的時候，「皆專據薛史，而不取歐史」。沈括《夢溪筆談》及王欽若《冊府元龜》亦大量引用《薛史》。:40
至南宋，《新五代史》取代了《舊五代史》的地位。據《續資治通鑑》卷一五八的記載，金從大定（1161年—1189年）之後，學校所用正史一直並用薛、歐二史。金泰和七年（1207年），「詔新學令內削去薛居正《五代史》，而專用《新五代史》」。張元濟認為，南宋早在金人以前，朱熹上議設各科取士的時候，已經棄用《舊五代史》，「北朝文化自知不逮，故起而從其後」。雖然如此，南宋時期此書依然有不少記載，如趙希弁《郡齋讀書後志》卷一、《直齋書錄解題》、《遂初堂書目》等。南宋時期著作徵引此書者，至少計有十數家。:23-24
至元明時期，薛史已經罕有援引。元馬端臨《文獻通考》，元末明初王祎的《大事記續編》中依然有引用《舊五代史》，可見尚有小量流傳。入明之後，「惟明內府有之，見於《文淵閣書目》，故《永樂大典》多載其文，然割裂淆亂，已非居正等篇第之舊」。萬曆年間，胡應麟說《舊五代史》已經被廢置。明末刻書家毛晉也說《舊五代史》已「久不傳於世」。:23-24
入清之後，《舊五代史》更是無人得見。吳任臣在編寫《十國春秋》的時候，曾向黃宗羲借《舊五代史》。《十國春秋》卷首《凡例》敘中採用書有「薛氏《舊五代史》」，似乎確實借有此書，但全祖望以為「借之而未得」。假設確有此書，黃宗羲的藏書也已經毀於火海，《舊五代史》也應隨之化為灰燼。明藏書家陳第曾藏有《舊五代史》，清代藏書家陸心源曾說嘉慶年（1796年-1820年）散出，杭州藏書家趙昱雖欲收藏，但未見。:24-25
近代張元濟於1930年輯印百衲本《二十四史》時，曾刊登廣告，懸巨賞以徵集原書，然而未得一紙半葉。:19-23

## 特色

### 體例完整
《旧五代史》断代为史，即将五代各朝独立成书。《薛史》模仿了《三国志》的编撰方法，梁唐晋汉周五个朝代各自为一书，体例完整。所涉朝代的本纪、列传分别编写并列入各书之中，五书之后，另有《世袭列传》《僣伪列传》《外国列传》记载中原王朝以外的情况。最后以天文、历、五行、礼、乐、食货、刑法、选举、职官、郡县十志，全面叙述了五代时期政治、经济、文化等方面的典章制度。全书以五代为正，十国为伪，目的是凸显继承后周的宋代乃正统政权。:419

### 内容丰富
《旧五代史》把五代各朝的重大事件都连贯地记录在各个皇帝的本纪里，材料相当充实，总体框架清晰，没有琐碎零散之感。在主要叙述中原地区的历史之外，也对其他地区的历史作了记述。此外，书中对礼乐及职官之制度、选举及刑法的沿革、食货和郡县的变化等也作了详细介绍。:419-420

### 觀點可取
《旧五代史》在观点上也有不少可取之处，主要有以下几方面：一是在某些部分具有一定的唯物主义倾向，如在谈及后汉灭亡时，就否定了“天命论”，把统治者的残暴看作是王朝灭亡的重要原因，这是触及到问题本质的论述；二是在分析方法上也有一定程度的辩证因素，如卷九十六对有作为的帝王如周世宗，既赞扬他“神武雄略，乃一代之英主”，又批评他“禀性伤于太察，用刑失于太峻”；三是在对人民的态度上也比较宽厚，指出：“好利残民，夫何足贵！”对王周的“享性宽惠，人庶便之”和刘审交的“无扰于民，百姓歌之”，大加赞扬。:420-421

## 版本

### 《大典》本
在明初編纂《永樂大典》的時候，編纂者將《薛史》的內容分散收入於其各韻之中。乾隆三十七年（1772年），朱筠上《謹陳管見開館校書摺子》，建議從《永樂大典》輯錄逸書，至次年二月開館。邵晉涵以大學士劉統勛薦，於開館初入充纂修官，專職史部，至四十年秋母喪南歸。在這兩年多時間，邵晉涵在參與編纂《四庫全書》的時候，在各書中引自（或他認為來自）《薛史》的條文，再加以編排、注釋編成《舊五代史》。當中，采自《永樂大典》者有822條、《冊府元龜》318條、司馬光《資治通鑑考異》6條、胡三省《資治通鑑注》12條、《太平御覽》2條、洪邁《容齋隨筆》1條。:266-267
當時《永樂大典》藏於翰林院的典籍庫中。邵氏或其他纂修官會先簽出《永樂大典》中的佚文，將會將可以輯出的書目粘貼標識，然後由繕寫官抄出當中的散片。因為《永樂大典》不便移出移入，因此繕寫的工作都在翰林院裡進行。《大典》所缺者，則參照《冊府》等書以補其缺。遺文有脫訛衍者，館臣貯會在各紀傳上粘簽，以說明差異。熊羅宿影庫本時，粘簽尚完整，為統一規格，重抄影印附後。粘簽中所涉各項，與他書歧互者，邵晉涵重加考訂，編寫按語，作《舊五代史考異》五卷。:287-290:69-84
清輯本版本以熊羅宿影庫本和孔繼涵手校抄本最早，劉氏嘉業堂刊本次之，文淵閣《四庫全書》本次之。武英殿本最遲，在乾隆四十九年（1784年）。對比各個版本，熊孔二本的諱改較少，劉本較多，文淵閣本和殿本則最劇。:287-290

#### 《大典》本的評價
《旧五代史》的辑本成就，梁启超曾给予肯定，认为，“极繁难者，例如《五代史》，散在各条，篇第凌乱，搜集既备，佐以他书，苦心排比，乃克成编。非得邵二云辈深通著述家法，而赴以精心果力，不能蒇事。此种工作，遂为后此辑佚家模范。”陈尚君认为，邵晋涵《旧五代史》辑本取得的成就主要体现于四个方面：一，取材较为广泛。二，标明了史料来源，有利後世治史者校勘。三，考订细致。四，编次接近薛《史》原本面貌。:28-42
清辑本的不足，主要有三。一、史料漏輯。據陳智超統計，現存《永樂大典》殘卷引《舊五代史》共72段，清辑本仅采用60段；《太平御览》涉及《旧五代史》者76条，清辑本只采用了2条：《资治通鉴考异》涉及266条，清辑本只采用了6条，而且还有误引；《资治通鉴注》涉及138条，清辑本只采用了12条；《容斋随笔》涉及10条，清辑本仅采用了1条。此外，引用《旧五代史》的其它文献，如《玉海》、《职官分纪》、《五代史阙文》、《通历》、《群书考索》、《通鉴目录》、《记纂渊海》、《锦绣万花谷》、《群书会元截江网》等书，皆未採用。二、篡改原文。陳垣在《舊五代史輯本發覆》中指出四庫館臣在輯校時有十忌：忌虜、忌戎、忌胡、忌夷狄等等，並指館臣會對這些字眼會作出修改。三、脫衍舛誤甚多，僅中華書局校點本《校勘記》就考訂出一千多條錯誤。:28-42

### 中華書局校點本
中華書局校點本最初由劉迺龢在陳垣指導下負責，文革前已經完成大部份工作，後由復旦大學完成校點工作。參與點校的有朱冬潤等十一人，參與定稿的有五人，參與編輯整理工作的有陸楓等六人。1976年，由中華書局出版社發行。:42-46
該校點本對當時能夠看到的清輯本系統的主要傳本作了通校，確定以江西熊羅宿影庫本為底本，參校了多種保存了《舊五代史》的書籍，如《永樂大典》、《冊府元龜》等作校勘，在清輯本之上作了一千七百多條校記。:42-46

### 重輯
《舊五代史新輯會證》，陳尚君著，2005年由復旦大學出版社出版。全書12冊，150卷，300多萬字。和清輯本相比，《新輯會證》本擴大了佚文文獻的範圍，刪除了誤收佚文、重輯已有佚文，並在校勘上取得新的成果。:49-50
《輯補舊五代史》，陳智超著，2021年由巴蜀書社出版。全書6冊。和通行本相比，《輯補舊五代史》新增補列傳113個，校正內容480處，增補了十志的內容，糾正了通行本的一些錯誤。

## 評價
《四库提要》在评论《旧五代史》时指出：「虽其文体平弱，不免叙次烦冗之病，而遗文琐事，反藉以获传，实足为考者参稽之助。」（虽然《旧五代史》文体平弱，不免叙述繁琐重复的病，但遗文琐事，反而借此得以流传，有助考者參稽。）
清代史学家赵翼评价《旧五代史》：「事实较详，盖欧《史》专重书法，薛《史》专重叙事，本不可相无」。
复旦大学中国语言文学系教授陈尚君认为：「五代虽还有《新史》，其长处在义例与文章，就史料的原始丰富来说，远不能取代《薛史》」。:304

## 延伸阅读
[在维基数据编辑]
 在维基文库阅读本作品原文（ 在维基共享资源阅览影像）
 《舊五代史 (四庫全書本)》
 《欽定古今圖書集成·理學彙編·經籍典·五代史部》，出自陈梦雷《古今圖書集成》